# Història de l'italià
La història de la llengua italiana és la descripció diacrònica de les transformacions que la llengua italiana ha conegut al llarg del temps.
La història de la llengua italiana comença durant l'edat mitjana i continua fins als nostres dies. L’italià forma part de la família de les llengües romàniques, del llatí, i va aparèixer com a llengua escrita a principis del segle xiv. Es parla sobretot a Itàlia, però hi ha una gran comunitat expatriada de parla italiana a tot el món.
L’italià té la distinció d’haver-se estès per primera vegada com a llengua de cultura, sobretot en els camps de la poesia i l'òpera, abans d’esdevenir el 1861 la llengua oficial durant la unificació d’Itàlia. De Dante Alighieri a Alessandro Manzoni, els escriptors van tenir un paper essencial en la formació de la llengua italiana, arrelada al dialecte toscà.

## L'herència llatina
L'italià és una llengua romànica, és a dir, una llengua derivada del llatí, pertanyent a la família de les llengües indoeuropees. L’indoeuropeu és un llenguatge virtual, és a dir, no s'ha verificat històricament sinó que s'ha reconstruït de manera retrospectiva partint de diferents idiomes, tant moderns com antics. Es creu que un grup de tribus, situades entre Europa i Àsia entre el iv i el iii mil·lenni aC, parlaven dialectes similars i es van repartir durant diverses migracions, absorbint les llengües dels pobles conquerits.

Branca itàlica de les llengües indoeuropees
La distribució de les llengües a l'Itàlia preromana
Mapa de la màxima expansió territorial de l'Imperi Romà
Les llengües romàniques a Europa

Cap al final del segon mil·lenni aC, una de les poblacions indoeuropees, que parlava el dialecte destinat a convertir-se en llengua llatina, es va establir a la Península Itàlica.
Durant l'època clàssica, el llatí es va imposar sobre les llengües de les poblacions de la península Itàlica que els romans van conquerir. Si entre els segles iii i ii aC a la península Itàlica encara es podien trobar diferents llengües, a l’època d'August es van reduir a «llengües vernacles de poca importància».
El lígur, ja profundament afectat per l’impacte amb les llengües cèltiques continentals, desapareix definitivament per l'avanç del llatí.
La Guerra Social (88 aC), que veu els romans derrotar les poblacions itàliques, marca el declivi de les llengües etrusca i oscoumbres. Bruno Migliorini assenyala que, segons sembla, dels etruscos «cap inscripció és posterior a l'Era cristiana», però sembla que l'emperador Claudi (segle i), en els seus estudis de l'etrusc, va fer ús de parlants i, per tant, la llengua encara era viva. Aleshores és probable que l'etrusc continués com a llengua culta fins al segle iv i que els harúspex etruscos que acompanyaven els exèrcits de Julià l'Apòstata consultaven llibres encara escrits en etrusc.
Els celta podrien haver sobreviscut a la Gàl·lia (i en particular als Alps suïssos) fins al segle v, i potser més enllà.
La persistència del grec a Calàbria i Pulla a l'època imperial segueix sent un tema polèmic; probablement era el prestigi cultural de la llengua i el fet que fou la llengua oficial de la part oriental de l’Imperi qui mantingué certa resistència fins a la renovatio imperii.

### El paper del llatí parlat
Per definir la relació entre el llatí i l'italià, és molt important delimitar el desenvolupament del llatí parlat, amb les seves variacions diatòpiques (de lloc a lloc) i diastràtiques (segons l'estratificació de les classes socials), sobretot a partir de l'època imperial.
El llatí parlat pel poble no corresponia al llatí clàssic, model literari codificat per alguns autors entre el segle i aC i el segle i i després estudiava a l’època moderna. L’anomenat llatí vulgar es presentava de diferents formes, amb fortes variacions diatòpiques (d’elles van sorgir les diferents llengües romàniques). El llatí vulgar era, com a llengua parlada, molt més sensible al canvi que el llatí de la tradició literària. No obstant això, va conservar molts trets que havien acompanyat la llengua llatina des de la seva fase arcaica. Per exemple, la caiguda de la -m final (el fenomen que va conduir des de l'acusatiu fontem a la fonte italiana) ja es registra en inscripcions arcaiques i, tot i que censurat, va acabar establint-se al Baix Imperi; en poesia, però, la -m final seguida de paraula que comença amb a- no es pronuncia. Pel que fa a les variacions de les variacions diastràtiques, les fonts clàssiques ja tenen compte de les de l’època (es parla de sermo plebeius, militaris, rusticus, i provincialis).
Pel que fa a les directrius de canvi, es pot indicar, per exemple, la desaparició dels casos i l'aparició d'articles. També van caure les consonants finals de les paraules (per exemple, amat es va convertir en ama).
Els fonaments importants del canvi del llatí parlat són dos fets històrics:
- el règim personal d'Octavi August (segles i aC - i), amb les seves conseqüències sobre l'estructura social de l'antiga Roma.
- la difusió del cristianisme, respecte a la qual és certament una data important el 313 (any de l'Edicte de Milà, amb què els dos augusts Constantí i Licini proclamen la llibertat religiosa a l'Imperi Romà), fins i tot si «els privilegis atorgats als cristians marquen només la lliure ampliació de les peculiaritats anteriorment reprimides».[8]

Hi ha una tradició anecdòtica sobre la propensió d’August al vulgarisme, potser difícil d’avaluar, però certament simptomàtica. Pel que fa al cristianisme, la seva influència lingüística és incalculable, tant pel que fa al lèxic, que està influenciat per una nova sensibilitat i nous conceptes, i pel canvi a nivell d’estructures socials. El triomf lingüístic del cristianisme es remunta al segle iv; durant molt de temps, la llengua dels cristians és una mena de llenguatge especial, útil per reforçar els «vincles socials i religiosos» entre persones de la mateixa fe o en tot cas amb intenció de raona nous conceptes.
En aquest context, és fàcil veure que la llengua escrita és més conservadora, tot i que seria erroni concebre el llatí parlat i el llatí escrit com a dos mons separats; la influència de les dues formes d’expressió era mútua i forta, i la mateixa llengua parlada per analfabets va influir en la llengua escrita i supervisada. Es pot observar que «la llengua literària es va constituir mitjançant una estilització de la parlada»; això va passar a l'època de la República (partint convencionalment de Livi Andronic, el 240 aC). Les diferències entre llengua parlada i llengua escrita, lleus al principi, acabaran sent molt fortes, però abans de l'Imperi la diferència era més una qüestió d’estil i registre. En definitiva, no ens trobem en absolut amb dos idiomes diferents.
Quan Ciceró escriu a Papiri Peto:
| «                                   | (llatí) «verumtamen quid tibi ego videor in epistolis? Nonne plebeio sermone agere tecum?» | (català) «però, què penses de mi en les epístoles? No us parlo amb paraules clares?» | » |
| — Ciceró, Lettere familiari, IX, 21 |                                                                                            |                                                                                      |   |

aquest plebeio sermone («sermó plebeu» o «llenguatge popular») certament no s'ha d'entendre com a «llatí vulgar»; en aquest cas Ciceró vol dir només «de la forma més adequada».
Tot i això, les coses canvien durant l'època imperial. Fins i tot si les varietats diatòpiques de les diferents províncies de l’Imperi es mantenen compatibles mútuament, la influència de la «parla menys culta» es fa més forta, cosa que és particularment certa amb l'anomenada crisi del segle iii, «quan la […] ignorància és desferma». També en aquesta fase, els gramàtics intenten protegir la llengua de la «corrupció», no només a Roma, sinó també a les províncies. El poder innovador de la llengua parlada, almenys fins a la crisi del segle iii, tanmateix obeeix a les orientacions acceptades a la capital i a les províncies. Però després de la crisi, el prestigi de Roma es veu compromès. Les premisses d’aquesta empenta centrífuga es poden trobar en aquella nova provincialium superbia (nova supèrbia provincial) de la qual es queixa el senador Trasea Peto a l’època de Neró (Tàcit, Annales, xv, 20) i significativa les eleccions a emperador de personatges com Trajà i Hadrià (tots dos nascuts a Itàlica, a prop de l'actual Sevilla) o Antoní Pius i Marc Aureli (d'origen gal).

### Evolucions fonològiques del llatí a l’italià: les vocals
El llatí tenia deu vocals: les mateixes cinc vocals de l'alfabet llatí modern es podien articular curtes o llargues (la quantitat vocàlica era distintiva) i «amb tota probabilitat que el valor distintiu de l'accent era l'altura musical». Així, per exemple, vĕnit (amb la e curta) significa «ell ve», mentre que vēnit (amb la e llarga) significa «ell va venir». De la mateixa manera sŏlum significa «sol», mentre que sōlum significa «sòl». A la llarga, aquest sistema va fallar i les vocals llatines no es van determinar per la quantitat vocàlica, sino pel timbre (o qualitat), és a dir el fet si la vocal era oberta o tancada va acabar sent decisiva, mentre que en lloc del to musical, l'accent es torna intensiu.
El sistema més comú a la Romània està format per set vocals: i, é, è, a, ò, ó, u, on è / ò representa la e / o oberta, i é / ó la e / o tancada.

#### Vocals tòniques: diftongització
Les vocals è i ò tònica en síl·laba oberta (és a dir, que acaba amb vocal) van diftongar segons el següent esquema:
- è → iè
- ò → uò

Com s'ha esmentat, el fenomen es produeix només en el cas d'una síl·laba oberta i no en el cas d'una síl·laba tancada (és a dir, que acaba com a consonant). Com:
- fŏ-cus → fuoco
- cŏr-pus → corpo

#### Vocals àtones: simplificació
De les deu vocals àtones (situades abans o després de la síl·laba accentuada) del llatí, passem a cinc.

#### Anafonia
També apareix el fenomen de l'anafonia, és a dir, el tancament de vocals tancades é i ó, segons l'esquema:
- é → i
- ó → u

L’anafonia es produeix en condicions particulars:
- la é seguida
  - d'una aproximant lateral palatal sonora (la [ʎ] de figli), del nexe llatí precedent -lj-, per exemple: famĭlia → faméglia → famiglia.
  - d'una nasal palatal sonora (la [ɲ] de bagno), del nexe llatí -nj- precedent, per exemple gramĭnea → gramégna → gramigna.[Nota 5]
  - del nexe -ng-, per exemple lĭngua → léngua → lingua.
  - del nexe -nk-, per exemple vĭnco → vénco → vinco.
- la ó seguida de
  - el grup consonàntic ng, per exemple: fŭngus → fóngo → fungo.

#### Evolució dels diftongs llatins
Pel que fa als diftongs del llatí clàssic (ae, oe, au), una tendència típica del llatí parlat (que es reflecteix en les llengües romàniques) era monoftongar-los:
- ae → e oberta

Segons si la síl·laba està oberta o tancada, es reprodueix el que es diu per a l'anafonia. Així, per exemple:
- maestus → mesto
- laetus → lieto

- oe (per rares que siguin) → e

- poena → pena

- au → o

Si ja existien alguns casos de monoftongació al llatí clàssic (cauda → coda, amb o tancada), el fenomen es generalitza a l'Alta edat mitjana (passa amb la o oberta).
- paucu(m) → poco
- causa(m) → cosa
- auru(m) → oro

#### Epèntesi
En l'evolució del llatí a l’italià, apareix l'epèntesi en alguns casos, és a dir, la creació d’una vocal o d’una consonant intrusa dins de la paraula. Per exemple:
- baptĭsmus → battesimo
- vĭdua → vedova

#### Síncope
Més significatiu en aquest context és el fenomen de la síncope, és a dir, la caiguda d’una vocal dins de la paraula. Això ocorre particularment en el cas de les vocals intertòniques (és a dir, col·locades entre una síl·laba amb accent àton i una síl·laba tònica), mentre que és més rar en el cas de les vocals postòniques.
Els lingüistes han registrat que «l'italià central i meridional són, juntament amb el romanès, menys subjecte a la sincope que el castellà, i aquest al seu torn menys que el francès». També hi ha casos interessants amb resultats diferents: els mots italians tegghia (→ teglia) i tegola provenen del llatí tegŭla; el resultat de fabŭla és fins i tot triple (→ fola, fiaba i favola). Migliorini creu probable que durant diferents segles hagin pogut conviure diferents formes: una més tradiciona (sense síncope) i una més «vulgar», (amb síncope).
També hi ha casos d'afèresi (* illei → lei, on illei és una paraula «reconstruïda», és a dir, que no es troba a les fonts, sinó què és hipòtesi retrospectiva) i d'apòcope (bonĭtatem → bontade → bontà).

### Evolucions fonològiques del llatí a l’italià: les consonants
Pel que fa a les consonants, com s'ha esmentat, hi ha la caiguda de les consonants finals (de la qual -m és un cas precoç) i, en alguns casos la sonorització de les sordes intervocàliques p, t i k, segons aquest esquema:
- p → b (→ v , per aspiració)
- t → d
- k → g

També succeeix la sonorització de la s intervocàlica (més precisament la fricativa alveolar sorda intervocàlica), només que el fet no es registra gràficament (de fet, en italià, la s de rosa és sonora, la s de casa és sorda).
Aquests fenòmens de sonorització no són, com s'ha dit, sistemàtics en l'italià. De fet tenim:
- scutum → scudo
- lacus → lago

però també tenim
- amicus → amico (en comparació amb la paraula castellana amigo)
- petra → pietra (en comparació amb la paraula castellana pedra)
- apĕrtus → aperto (en comparació amb la paraula castellana abierto)

La -t al final de la paraula gairebé no ha deixat cap rastre en italià; com a molt, en alguns dialectes, manté l'antic valor de flexió.
Un testimoni de Servi Maure Honorati indica que a principis del segle v, es tendeixen a pronunciar assibilada la t i la d davant d’una vocal.
| «                       | (llatí) «Iotacismi sunt, quotiens post ti aut di syllabam sequitur vocalis, et plerumque supradictae syllabae in sibilum transeunt, tunc scilicet quando medium locum tenent, ut in meridies.» | (català) «Les assibilacions es produeixen cada cop que la síl·laba ti o di segueix una vocal i, en gran part, les síl·labes esmentades s'estableixen quan, per descomptat, es troben en una posició mitjana, com en meridià» | » |
| — Servi, Don. IV 445 K. | | |   |

Novament pel que fa a la t, és important un testimoni del gramàtic Papiri :
| «                                         | (llatí) «iustitia cum scribitur, tertia syllaba sic sonat, quasi constet ex tribus litteris t, z et i» | (català) «quan escrius iustitia, la tercera síl·laba es pronuncia així, com si estigués formada per les tres lletres t, z i i.» | » |
| — Papiri, ap. Leil, Gramm. Lat., VII, 216 | | |   |

Pel que fa a l’h aspirada, es produeix la seva desaparició. El fet que es tracta d’una tendència rústica potser és el motiu que el fenomen es veu primer en paraules com olus i anser. L'esforç dels gramàtics per mantenir-la viva està testimoniat per diverses inscripcions, per dues disposicions de l’Appendix Probi, així com per un passatge de les Confessions d'Augustí d’Hipona (I.18). D’altra banda, l'antiga tendència a debilitar-la es troba al centre de la paraula (prehendo → prendo; nihil → nil).
També hi ha fenòmens de reforçament consonàntic, testimoniats per l’Appendix Probi; les prescripcions «camera non cammara e aqua non acqua» indiquen que ja s'està desenvolupant una tendència que es consolida amb la llengua italiana, és a dir, precisament el reforçament, tant en el cas de les consonants postòniques en paraules esdrúixoles, com en el cas de la u semiconsonant.
Pel que fa a la pròtesi, l’italià es troba a mig camí d’algunes llengües romàniques que sempre l'ha tingut (com el francès i el castellà, que, per exemple, tenen respectivament étude i estudio per studio, o épée i espada per spada) i el romanès que no la ha tingut mai. Ara per ara, paraules comunes com istrada o istudio o Isvizzera es perceben com a obsoletes pels parlants d'itàlia.

#### Evolució dels contactes consonàntics
L'evolució dels contactes consonàntics del llatí a l'italià registra alteracions de diversos tipus:
- assimilació regresiva:[Nota 8]
  - lactem → latte
  - septem → sette
  - advenire → avvenire
- la dissimilació (quan el mateix so es repiteix en la mateixa paraula a poca distància es substitueix per un altre so per evitar el que es percep com a cacofonia):
  - venenum → veleno
- el contacte consonàntict + l passa a consonant + i:
  - plus → più
  - clamat → chiama
- si el contacte consonàntic + l es troba entre dues vocals, registra el doblatge de la consonant:
  - nebula → nebla[25] → nebbia
  - vetulus → vetlus[25] → veclus[25] → vecchio

### Evolucions morfosintàctiques del llatí a l’italià
Una comparació entre el llatí clàssic i el llatí vulgar mostra que les dues llengües pertanyen a diferents tipus lingüístics. Es pot dir que el canvi va ser radical i es va confirmar en els tres punts següents:
1. pèrdua del sistema de casos, amb les seves declinacions
2. pèrdua del gènere neutre
3. reestructuració del sistema verbal

#### Simplificació del sistema de declinacions
La quarta i la cinquena declinacions del llatí clàssic són les «més febles» i desapareixen gairebé per complet:
- les paraules de la cinquena declinació flueixen cap a la primera (facies → faccia; rabies → rabbia)
- les paraules femenines de la quarta declinació flueixen cap a la primera (nurus → nora[25] → nuora; socerus → socera → suocera; manus ha mantingut en canvi el gènere femení i la sortida en -o)

La pèrdua del sistema de casos i desinències va contribuir a la caiguda de les consonants finals (en particular -m).
Una conseqüència molt important d’aquesta evolució concerneix la sintaxi; mentre que en el llatí clàssic els casos permetien una gran llibertat (encara que no absoluta) en l’ordre de les paraules, en les llengües romàniques la sintaxi s'enforteix. Així, per exemple:
- Petrus Paulam amat (subjecte - complement directe - verb)
- Petrus amat Paulam (subjecte - verb - complement directe)
- Amat Paulam Petrus (verb - complement directe - subjecte)

Totes aquestes frases llatines corresponen a l'italià Pietro ama Paola (Pere estima a Paola): en italià no és possible distingir el subjecte de l’objecte tret de la ubicació de l’oració. Paola ama Pietro (Paola estima a Pere) tindria un significat diferent.
Pel que fa a les formes, mentre sobreviuen les acusatives, les altres de vegades persisteixen en formes residuals. Per exemple, leo (lleó) té leonem per acusatiu singular; amb la caiguda de la -m final s'arriba a la forma italiana moderna (leone).
El genitiu i el datiu solen ser substituïts per les formes analítiques de i ad respectivament.

#### Desaparició del gènere neutre
Els gèneres es redueixen a dos, el masculí i el femení. Algunes formes residuals del neutre es troben en alguns plurals femenins:
- ossa[Nota 9] → ossa
- brachia → braccia

Per a aquests plurals en -a també hi ha de vegades un plural regular -i amb significat diferent. Per exemple, mentre que ossa generalment vol dir en italià un grup d'objectes considerats orgànics («»le ossa del corpo umano ; els ossos del cos humà), per ossi ens referim a una pluralitat d'objectes considerats similars però de manera individual («c'erano degli ossi di pollo sparsi sul piatto»; hi havia ossos de pollastre escampats al plat). Igualment passa amb braccia: «le braccia di una donna» (els braços d’una dona) i «i bracci di una croce» (els braços d’una creu).
En alguns casos, el plural neutre en -a ha estat considerat com a femení, donant lloc a formes com:
- vela (plural, velum) → la propulsione a vela (propulsió a vela)
- folia (plural, folium) → la foglia (la fulla)

#### Reestructuració del sistema verbal
Una altra important línia de transformació de l'evolució del llatí clàssic al llatí vulgar es refereix al sistema dels verbs:
- La segona i la tercera conjugacions esdevenen gradualment poc productives.
- Les formes sintèctiques del passiu (com ara amor) són substituïdes per formes analítiques (amatus sum o sum amatus).
- Desapareixen els verbs deponents.
- La forma sintètica del futur (amabo) és substituïda per la perífrasi formada per l'infinitiu i per una forma curta d'habeo (ho): de amare + ho[25] es forma amerò.
- Apareix el condicional, que en el llatí no existia. És originari de la combinació d’un infinitiu i un passat simple d'habeo : de amare + hebuit es forma amerebbe (l'antic italià posseïa una forma alternativa de condicional, format per l’infinitiu i l’imperfet d'habeo: cantare + habebat → cantaria, canteria.

#### Altres fenòmens gramaticals
A aquestes tres modificacions fonamentals s'afegeixen els fenòmens següents:
- la desaparició (amb algunes excepcions) dels comparatius sintètics, substituïts de la forma amb plus.
- la desaparició de la diàtesi deponent.
- la reforma de la diàtesi passiva, que des de la forma sintètica passa a una forma analítica amb esse.
- l'expansió de la funció auxiliar d'habere: formes com cognitum habeo (en italià, «tengo per conosciuto») que si s'expandeixen són progenitores de formes italianes modernes del tipus «ho conosciuto».
- la prevalença de la parataxi sobre la hipotaxi, «com era d'esperar en un període de civilització més elemental».[29]

#### Des d’una llengua sintètica fins a un llengua analítica
El llatí clàssic del segle i aC era un llengua sintètica, tant per morfologia nominal com verbal. Un sistema de cinc declinacions i sis casos va permetre expressar diferents funcions sintàctiques mitjançant paraules simples. Així, a la forma sintètica rosae correspon la forma analítica della rosa en italià (una llengua analítica). Però en llatí no existeix l'article (agricolae filia correspon a l'italià «la figlia del contadino»). En la morfologia verbal, «amor» correspon a «io sono amato» (jo soc estimat), i «amabar» correspon a «io ero amato» (jo era estimat). Per la sintaxi, a una construcció com «dico amicum honestum esse», literalment «dico l'amico onesto essere» (dic l'amic honrat que sigui), correspon a «dico che l'amico è onesto» (dic que l'amic és honest), amb un pas del mode infinit al mode finit, i la inserció de la conjunció subordinant che (que). En canvi, el llatí vulgar conreava trets analítics, que després heretarien les llengües romàniques.

### Evolucions lèxiques del llatí a l’italià
El lèxic de les llengües romàniques depèn majoritàriament del lèxic del llatí clàssic. A continuació es presenten alguns casos d’evolució lèxica especialment notables en la transició del llatí a l’italià:
- Moltes paraules pertanyents al lèxic elevat del llatí clàssic desapareixen gradualment en el llatí vulgar, deixant alguns rastres en els topònims. Per exemple, amnis, (riu) i nemus (fusta) desapareixen, però persisteixen en topònims com Teramo i Terni (inter amnes, «entre dos rius») o Nemi i Nembro. La mateixa expressió llatina per a «ciutat» (urbs) perviu en el llatinisme urbe en el topònim Orvieto (urbs vetus, «ciutat vella»).
- En l'evolució del llatí, es va preferint a poc a poc les arrels vinculades a un registre expressiu i dotades de major transparència. Per exemple, plangere, que significa «copejar el pit (pel dolor)» acaba sent substituint el flere per indicar el modern «piangere» (plorar), mentre que edere (menjar) es substitueix per manducare (literalment, «moure les mandíbules»), a través la paraula mangier del francès antic. En altres casos, s'utilitzen metàfores, com en el cas del «padiglione» (pavelló), que deriva del papilionem, acusatiu de papilio (papallona), perquè les tendes dels campaments recordaven els colors variats de les ales d'una papallona. En altres casos, s'utilitzen metonímies, com ara focus (focolare → fuoco), bucca (guancia → bocca), camera (soffitto a volta → stanza).
- Les paraules amb poc cos fonètic són substituïdes per paraules amb cos més complet. Per exemple, res acaba sent substituït per causa, amb el significat de «cosa»; crus (cama) acaba sent substituït per la paraula grega gamba (amb intenció lúdica, ja que és literalment «zampa»). Moltes altres evolucions lèxiques tenen com a protagonista l'expressivitat i la jocositat del llenguatge col·loquial, en particular per a les parts del cos; només cal pensar en testa (test) que va substituir caput gradualment per dir cap, o ficatum (fetge ; «fegato», originalment «d'oca engreixada amb figues») que substitueix iecur. Aquests desenvolupaments no són específics de l’italià.
- En línia amb aquestes dues tendències, tenim evolucions lèxiques que tendeixen a augmentar el cos fonetic i l'expressivitat afectiva; s'adopten els diminutius, com en el cas de genu → genuculum («ginocchio» ; genoll) o d'agnus → agnellus («agnello» ; anyell).
- Alguna cosa anàloga passa amb l'adopció per al significat principal de les modificacions freqüents (per indicar accions repetides, com per a l’italià -eggiare, -ellare), que en llatí es formaven pel tema del supí; per exemple, canere (so) → cantare (cantar) → canticchiare (brunzit); salire (sortir) → saltare (saltar) → saltellare (ballar).
- La semàntica cristiana té una influència important en el lèxic vulgar (per exemple, orare per «demanar» acaba significant «resar»).
- Si dues paraules de significat diferent acaben assumint una homofonia total o parcial, els parlants abandonen una forma per afavorir l'altra; per exemple, bellum (guerra) desapareix per la influència de la «col·lisió homofònica» amb bellus (bell).

#### Doblets
Només una part del vocabulari llatí ha arribat directament a l'italià (en aquests casos, tant per a l’italià com per a altres llengües romàniques, parlem de doblets, al·lotropia o «heretades per via popular»), mentre que la majoria s'ha implementat mitjançant l'«adopció per via culta», escrita i publicada (que explica que, en molts casos, certs desenvolupaments morfològics o semàntics constants en les paraules heretades no es produeixen en els doblets). Aquest patrimoni està compost per termes llatins recuperats i reviscuts en l'ús per interès d'un literat i que els lingüistes els coneixen com a «cultismes» o «llatinismes».
L’anàlisi de l'evolució del llatí literari clàssic entre els segles i i v ha de tenir en compte els molts elements lèxics que representen una continuïtat respecte al passat. S'han transmès diversos centenars de paraules que són gairebé iguals (des del punt de vista fonètic, morfològic i semàntic) del llatí a l'italià i, per tant, també s'havien mantingut en llatí parlat.
A continuació, es mostren alguns exemples de paraules que han sobreviscut a gairebé tota Romània (i que, per tant, també s'han transmès a altres llengües romàniques):
- aqua (acqua)
- arbor (albero)
- asinus (asino)
- bos (bue)
- caelum (cielo)
- canis (cane)
- cervus (cervo)
- digitus (dito)
- filius (figlio)
- homo (uomo)
- manus (mano)
- mater (madre)
- pater (padre)
- pes (piede)
- porcus (porco)
- porta (porta)
- puteus (pozzo)
- rota (ruota)
- terra (terra)
- vacca (vacca)
- altus (alto)
- bonus (buono)
- calidus (caldo)
- frigidus (freddo)
- niger (nero)
- novus (nuovo)
- russus (rosso)
- siccus (secco)
- bibere (bere)
- currĕre (correre)
- dicere (dire)
- dormire (dormire)
- facere (fare)
- habere (avere)
- tenere (tenere)
- bene (bene)
- male (male)
- quando (quando)
- si (se)
- in (in)
- per (per)

Després hi ha una sèrie de paraules que només han sobreviscut a la zona de la llavors Diòcesi d'Itàlia. Alguns exemples són:
- catŭlus → cacchio (toscà)
- cunŭlae → culla
- lentīgo → lentiggine
- libellus → livello
- mentula → minchia (italià meridional) i minchione
- notarius → notaio[Nota 10]
- spacus → spago

#### Relíquies
Tot i així, hi ha paraules que els lingüistes no han trobat en documents escrits, però que se suposa que han existit en el llatí parlat i han sobreviscut després en les diferents llengües romàniques. Es tracta principalment de paraules relacionades amb l'agricultura, la flora i la fauna. Aquestes «relíquies» deuen la seva existència al fet que les poblacions itàliques que van entrar en contacte amb els protollatins van compartir nous termes parlats adequats per als significats que s'expressaven en l'àmbit natural, obligant d'alguna manera a aquestes noves poblacions a incorporar aquestes expressions. Així és com el llatí va agafar uns centenars de paraules de l'etrusc, que d’aquesta manera van passar a les llengües romàniques (populus, persona, catena, taberna, etc.), mentre que d'altres es van recuperar com a llatinismes (spurius, atrium, idus, histrĭo, etc.).
Les paraules que el llatí va heretar dels lígurs, rètics i altres poblacions menors dels Alps, com genista, larix, ligustrum, peltrum, han estat identificades com a «relíquies». El fet que l'antiga Ligúria va ser absorbida pels celtes (que parlaven indoeuropeu) abans de l'establiment del llatí, dificulta l'establiment de si aquestes «relíquies» s'han d’atribuir a les paraules parlades preindoeuropees o al propi celta.

Mapa etnolingüístic de la península itàlica durant l'edat del ferro
Grups ètnics de la península itàlica, 400 aC

La conquesta de la Gàl·lia, iniciada al segle ii aC i completat per Juli Cèsar del 58 al 51/50 aC. i narrat per ell a De bello Gallico, i les relacions molt estretes que es van establir entre aquesta regió i Roma van determinar una intensa penetració dins del llatí de diverses paraules d’origen gal; entre aquestes betulla, verna, beccus, lancea, carrus, benna, i braca. En alguns casos, els lingüistes han reconstruït formes, com per exemple en el cas de la pettia (que va evolucionar a «pezza» i «pezzo»), camminum, comboros (que va evoluciona a «ingombro» i «sgombero»), pariolum (que va evolucionar a «paiolo»).
Pel que fa a les paraules d’origen osco-umbrià, hi ha diversos termes ja introduïts en l’època clàssica, com ara bos, bufalus, lupus, scrofa, ursus, anas («anitra»), turdus, casa, lingua, lacrima, consilium, etc., però també els introduïts en èpoques posteriors, com ara ilex, pomex, terrae tufer (que va evolucionar a «tartufo») i els mots reconstruïts, com bufulcus, tafanus, metius, octufer, glefa (en llatí respectivament bubulcus, tabanus, mitius, october, gleba).

#### Importància dels hel·lenismes llatins per a l’italià
Hi ha diversos centenars de paraules gregues tan arrelades a la llengua llatina que sobreviuen i arriben a algunes llengües romàniques. Pel que fa a l’italià, aquesta és una llista parcial de paraules que s'han d’aquesta manera:
- anice
- bosso
- cilegio
- dattero
- fagiolo
- garofano
- giuggiolo
- liquirizia
- mandorlo
- mela
- melo
- olivo
- pepe
- prezzemolo
- riso
- sedano
- senape

A aquests cal afegir-hi cima, tot i que en llatí el terme cyma només es demostra en el sentit de «brot».
Passant al regne animal, algunes poques paraules d'origen grec són animals terrestres (com ara fagiano i scoiattolo), però la majoria són animals marins, com:
- acciuga
- balena
- cefalo
- chiocciola
- delfino
- gambero
- ostrica
- polpo
- seppia
- spugna
- tonno

També hi ha paraules d'àmbit marítim, com les paraules scalmo i nolo, i (originalment) també governare i pelago (paraules que signifiquen «mar», però que també s'ha entès popularment com a «depressió»).
Al grup d'hel·lenismes llatins hi ha alguns objectes domèstics i d'artesania, com:
- ampolla
- borsa
- bossolo
- calce
- canestro
- cantaro
- carta
- cofano
- colla
- corda
- doga
- gesso
- inchiostro
- lampada
- lucignolo
- madia
- malta
- matassa
- organo
- pietra
- porpora
- scheggia
- tappeto
- tornio
- trapano

#### Parules doblets
Els llatinismes i els cultismes són un component essencial de l’italià contemporani. No és infreqüent que entre dos al·lotrops desenvolupats a partir d’una mateixa base, el més comú avui dia sigui precisament el d’un doblet.:

## La llengua parlada fins a l'any 1000
Al final de l'època clàssica, el llatí parlat va tenir un paper important a la península itàlica. Certament, els habitants de Roma i del Laci parlaven aquest, a més dels de les zones poblades directament pels romans. La forma exacta d’aquesta llengua i la seva proximitat amb el llatí escrit no són fàcils de constatar. Entre els estudiosos recents, József Herman fa la hipòtesi que al llarg del segle vi els habitants de la zona europea dominada per Roma, i més encara els itàlics, parlaven (o «pensaven que parlaven») llatí. Tot i això, no existeixen documents escrits que ho verifiquin.
Les invasions bàrbares formen part d’aquest context, amb l'assentament de diverses poblacions germàniques a la península. Més enllà de l'entrada a les llengües itàliques d’uns quants centenars de paraules germàniques, la presència dels bàrbars no sembla que hagi deixat rastres lingüístics directes; les seves llengües van desaparèixer cap a l'any 1000, deixant pocs registres escrits (de la llengua dels llombards, que va dominar una gran part del nord i del sud d’Itàlia durant dos segles, només han quedat unes quantes paraules en obres escrites en llatí).
Només poc abans de l'any 1000 van aparèixer els primers documents on es registrava una llengua parlada que, a ulls de l'escriptor, semblava una cosa diferent del llatí. Els primers documents d’aquest tipus, certament datables, daten del segle x, quedant enrere d'altres llengües com el francès i el castellà.
En aquest període, amb tota probabilitat, la majoria de les poblacions itàliques parlaven la seva pròpia llengua «vulgar», diatòpicament diferents i molt diferents del llatí clàssic. Tanmateix, el llatí es va mantenir en ús entre una minoria de persones cultes, sobretot sacerdots i monjos de l'Església catòlica, que probablement també l'utilitzaven sovint com a llengua de conversa.

### Les primeres evidències antigues de l'italià vulgar
Només pels volts del segle xiii alguns escriptors, sistemàticament i amb consciència, trien la llengua «vulgar» com a llenguatge amb finalitats artístiques. Per a altres gèneres d’escriptura, aquells de caràcter pràctic o ocasional, es pot retrocedir a altres casos més antics, encara que modestos i ocasionals. Els «escrits vulgar» més antics coneguts pertanyen a textos com ara actes notarials o informes de processos, és a dir, documentació d’arxiu. Es discuteixen els textos anteriors (com grafits o notes breus), ja que la consciència lingüística de l'escriptor no és clara (si li quedava clar que havia pres una elecció precisa per escriure en «vulgar» o si pensava que escrivia en llatí).

#### La inscripció de la catacumba de Commodilla
Es data entre el segle vi-vii i mitjan segle ix la inscripció de la catacumba de Commodilla. És un text efímer, potser escrit per un capellà que va oficiar a la catacumba. La inscripció diu:
| « | Non dicere ille secrita a bboce | » |

Una traducció podria ser «No diguis aquest secret en veu alta».

#### L'endevinalla veronesa
L'endevinalla veronesa data del segle viii-ix:

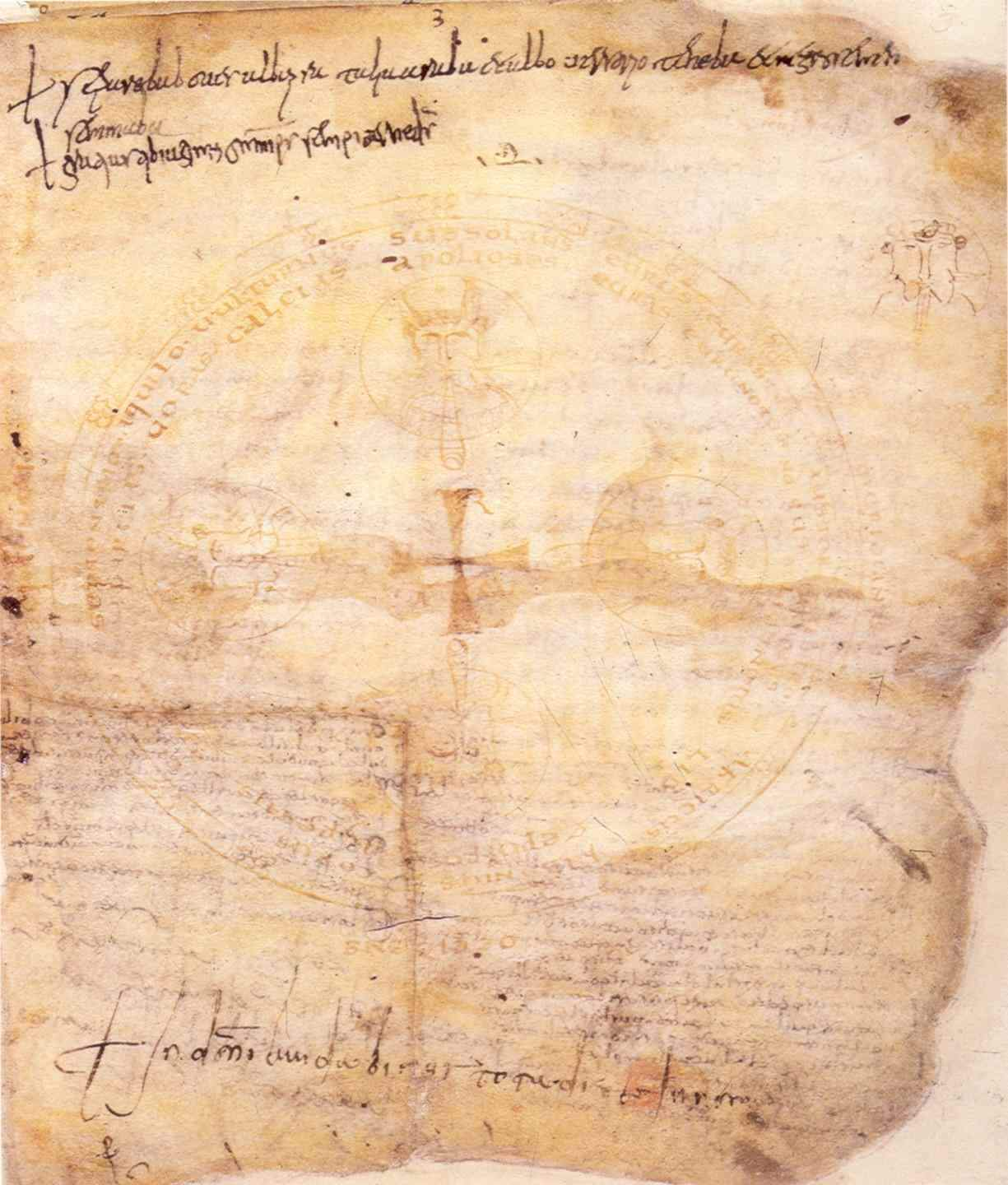
Endevinalla veronesa, segle viii-ix. Biblioteca capitolare di Verona

| «                                     | (italià antic) ✝ separebabouesalbaprataliaaraba & albouersorioteneba & negrosemen seminaba ✝ gratiastibiagimusomnipotenssempiternedeus | (català) Davant seu guiava els bous, llaurava un prat blanc, tenia una arada blanca, i sembrava una llavor negra | » |
| — Endevinalla veronesa, segle viii-IX | | |   |

#### Elplaciti cassinesi

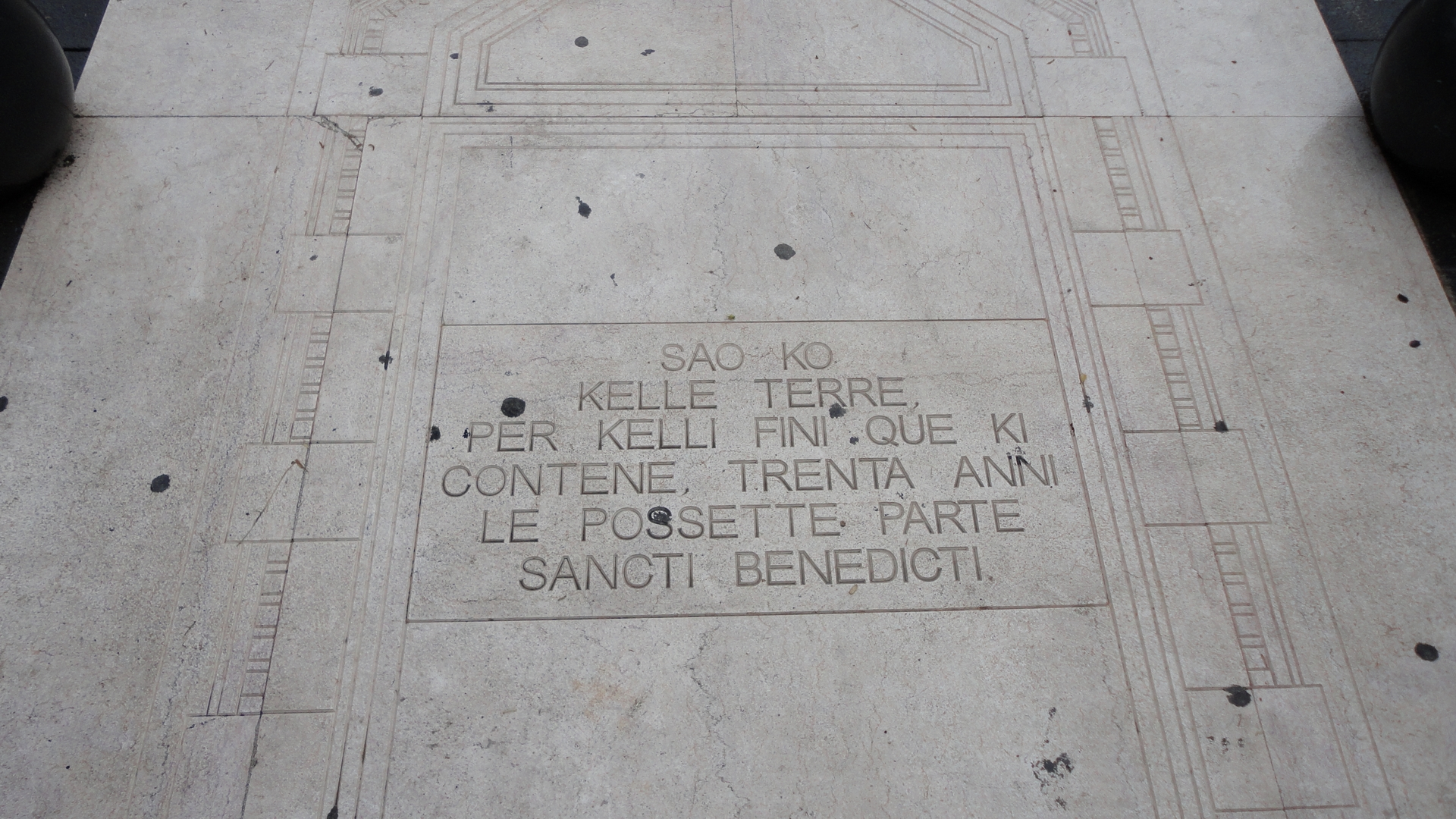
Inscripció de marbre sobre les llambordes de la Piazza Medaglie d'Oro de Càpua, amb el text de Placiti cassinesi (encara que amb un error tipogràfic: «kelli fine» en lloc de «kelle fine»)

Un gran acord entre els estudiosos ha sigut donar el «certificat de naixement» de la llengua italiana al Placiti cassinesi de Càpua, datat el 960. Aquesta propensió sorgeix sobretot per la naturalesa oficial d'aquest document, ja que és un informe notarial escrit sobre pergamí, i la consciència lingüística clara que l'escritor (un notari anomenat Athenulf) té de l'ús que fa de la «llengua vulgar».
La disputa enfronta un cert Rodelgrimo di Aquino i l'abat del monestir de Montecassino. El placiti (del llatí, «súpliques») neix de la necessitat d'enregistrar els testimonis de tres testimonis a favor del monestir; l'elecció «normal» hauria estat «traduir» al llatí les deposicions formulades en «vulgar» (i un dels tres testimonis, un tal Gariperto, era un notari, de manera que no hauria tingut cap problema a utilitzar una fórmula de jurament en llatí), però amb motiu del Placiti cassiensi es fa una elecció diferent i a l'informe en llatí s'acompanya de la vulgar de les fórmules testimonials en llengua vulgar:
| «                    | Sao cco kelle terre, per kelle fini que tebe monstrai, Pergoaldi foro, que ki contene, et trenta anni le possette. | » |
| — Sessa, març de 963 | |   |

| «                       | Kella terra, per kelle fini que bobe mostrai, sancte Marie è, et trenta anni la posset parte sancte Marie. | » |
| — Teano, octubre de 963 | |   |

| «                       | Sao cco kelle terre, per kelle fini que tebe mostrai, trenta anni le possette parte sancte Marie. | » |
| — Teano, octubre de 963 |                                                                                                   |   |

La part final del Placiti cassinesi registra el testimoni de Gariperto de la següent manera:
| «                    | Ille autem [Garipertus], tenens in manum memoratam abbreviaturam, et tetigit eam cum alia manu, et testificando dixit: «Sao ko kelle terre, per kelle fini que ki contene, trenta anni le possette parte s(an)c(t)i Benedicti» | » |
| — Càpua, març de 960 | |   |

Aquesta fórmula «vulgar» no s'ha d'entendre com un registre de la llengua parlada, ja que sempre es repeteix de la mateixa forma i efectivament va ser establert pel jutge Arechisi en la vista prèvia. Per tant, ja és una normalització. És possible que l’opció d’utilitzar el «vulgar» tingués l’origen d’una elecció precisa d’ordre jurídic per part de l'abat; potser tenia per objectiu fer que l’informe fos comprensible per a una àmplia audiència, fins i tot aliena a la causa, per dissuadir els altres subjectes de replicar la disputa.

#### La inscripció de la Basílica de Sant Climent del Laterà

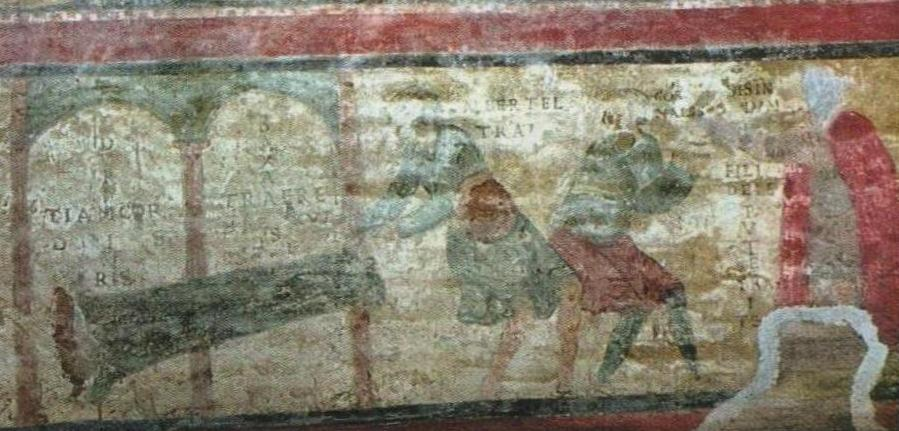
La inscripció de Sant Climent i Sisini es troba a la basílica de Basílica de Sant Climent del Laterà i és el primer exemple d'italià «vulgar» utilitzat amb intenció artística

La inscripció de la basílica de Sant Climent està datada al voltant finals del segle xi, un text orgànic a un fresc (per tant no fals com la inscripció de Commodilla) que representa els intents vanitosos del patrici Sisini de capturar a Sant Climent. El text està format per frases en llatí i en italià vulgar, que identifiquen els personatges representats i els donen paraula.
L'italià «vulgar» s'adopta per fer parlar a Sisini:
| « | (italià antic) Fàlite dereto co lo palo Carvoncelle - Fili de le pute traite | (català) T'aplanarè el cul amb un bastó, Carboncello - Fill de puta, traïdor | » |

mentre que el llatí serveix per explicar el fresc i actua com a judici:
| « | (llatí) Duritiam cordis vestris saxa traere meruistis | (català) La duresa del vostre cor us ha fet merèixer atreure les pedres | » |

## Des de l'any 1000 fins al Renaixement
A partir de l'any 1000 els documents van començar a proporcionar testimonis de llenguatge parlat, en un nombre reduït fins al segle xiii i després amb una documentació abundant.
Sant Francesc d’Assís (1181-1226) va ser un dels primers autors que va deixar textos poètics basats en gran part en la seva llengua materna (l'umbre vulgar), component el breu Càntic del germà Sol:
| «                                             | Altissimu, onnipotente, bon Signore tue so le laude, la gloria e l'honore et onne benedictione Ad te solo, Altissimo se konfano, et nullu homo ène dignu te mentovare. | » |
| — Sant Francesc d'Assís, Càntic del germà Sol | |   |

El Novellino, una col·lecció anònima de publicacions toscanes, es remunta als darrers anys del segle xiii i és un clar testimoni de fins a quin punt de l’àmbit poètic el florentí «vulgar» era semblant a la llengua italiana moderna. Aquí es descriu la trobada de Narcís amb el seu reflex:
| «                 | Narcis fu molto buono e bellissimo cavaliere. Un giorno avvenne ch'elli si riposava sopra una bellissima fontana, e dentro l'acqua vide l'ombra sua molto bellissima. E cominciò a riguardarla, e rallegravasi sopra alla fonte, e l'ombra sua faceva lo simigliante. | » |
| — Novellino, XLVI | |   |

La poesia de Dante Alighieri i Francesco Petrarca va dictar les regles que haurà de seguir tota la producció literària poètica des d’aquest moment; l’ús de la llengua vulgar, fins i tot amb totes les diferències que existeixen des de la llengua parlada fins a l'artificialitat de la composició poètica. Giovanni Boccaccio, un gran escriptor en prosa florentí que va viure a mitjan segle xiv, explica així l’àpat de la mestressa d’un dels seus personatges, a Corbaccio:
| «                                   | Primieramente, se grosso cappone si trovava, de' quali ella molti con gran diligenzia faceva nutricare, convenia che innanzi cotto le venisse; e le pappardelle col formaggio parmigiano similmente. Le quali non in iscodella, ma in un catino, a guisa del porco così bramosamente mangiava come se pure allora dopo lungo digiuno fosse della torre della fame fuggitasi. Le vitelle di latte, le starne, i fagiani, i tordi grassi, le tortole, le suppe lombarde, le lasagne maritate, le frittelle sambucate, i migliacci bianchi, i bramangieri, de' quali non faceva altre corpacciate che facciano di fichi, di ciriege o di poponi i villani quando ad essi s'avvengono, non curo di dirti. | » |
| — Giovanni Boccaccio, Corbaccio, IV | |   |

L'estil de la seva obra més famosa, el Decameró, és més afectat i difícil d'entendre pels parlants de l'italià modern:
| «                                    | Ora avvenne un dì che, essendo così Federigo divenuto allo stremo, che il marito di monna Giovanna infermò, e veggendosi alla morte venire fece testamento; e essendo ricchissimo, in quello lasciò suo erede un suo figliuolo già grandicello e appresso questo, avendo molto amata monna Giovanna, lei, se avvenisse che il figliuolo senza erede legittimo morisse, suo erede substituì, e morissi. Rimasa adunque vedova monna Giovanna, come usanza è delle nostre donne, l'anno di state con questo suo figliuolo se n'andava in contado a una sua possessione assai vicina a quella di Federigo. | » |
| — Giovanni Boccaccio, Decameró, V, 9 | |   |

Sens dubte és possible entreveure el perfeccionament de la sintaxi poderosament hipotàxica, pròpia d’una tradició que recorda la prosa llatina i, per tant, un estudi certament més espontani de la poesia, però encara relativament allunyat de la parla vulgar, que almenys a Florència ja es podria considerar similar a l'italià actual.
Durant aquest període, només petites minories de persones cultes (i limitades a certes circumstàncies), s'expressen en llatí o en una llengua vulgar netejada de les característiques locals més marcades.

## Del seglexvialxix
Al segle xvi, gràcies sobretot a la influent acció de Pietro Bembo, el segle xiv de Petrarca i Boccaccio es va convertir en el model lingüístic més important per als escriptors italians. Al final del segle xvi existeix un model comú i unitari per a la llengua escrita, coincidint fonamentalment amb l’italià modern.
La llengua parlada té una forma que difícilment es distingeix de l'italià actual, com demostra aquest diàleg de Barra, un dels personatges de Candelaio de Giordano Bruno:
| «                                                 | A qual gioco, disse lui, volemo giocare? qua ho de tarocchi. -Risposi: A questo maldetto gioco non posso vencere, perché ho una pessima memoria Disse lui: Ho di carte ordinarie. -Risposi: Saranno forse segnate, che voi le conoscerete. Avetele che non siino state ancor adoperate? Lui rispose de non. Dunque, pensiamo ad altro gioco. Ho le tavole, sai? -Di queste non so nulla Ho de scacchi, sai? -Questo gioco mi farebbe rinegar Cristo. Allora, gli venne il senapo in testa: A qual, dunque, diavolo di gioco vorrai giocar tu? proponi. -Dico io: A stracquare a pall'e maglio. Disse egli: Come, a pall'e maglio? vedi tu cqua tali ordegni? vedi luoco da posservi giocare? -Dissi: A la mirella? Questo è gioco da fachini, bifolchi e guardaporci. - A cinque dadi? Che diavolo di cinque dadi? -Mai udivi di tal gioco. | » |
| — Giordano Bruno, Candelaio, acte II, escena VIII | |   |

Si al llarg dels segles xviii i xix la llengua de prestigi és el francès, i s'utilitza el vocabulari de més enllà dels Alps per anomenar la majoria dels mobles i la roba, la influència en dialectes més propers (geogràfics i glotològics) al francès és molt forta..

## De la Unificació italiana fins a l'actualitat

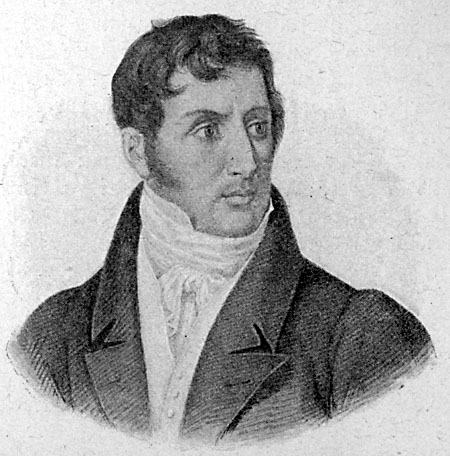
Alessandro Manzoni (1785-1873) va ser un escriptor, poeta i dramaturg italià. Té el mèrit d’haver posat les bases de la novel·la moderna i d’haver patrocinat així la unitat lingüística italiana

La difusió de l’italià literari com a llengua parlada és un fenomen relativament recent. En la seva Storia linguistica dell'Italia unita (Història lingüística de la Itàlia unida, 1963) Tullio De Mauro va estimar que en el moment de la unificació només el 2,5% dels habitants d'Itàlia es podia definir com a «parlants de italià». A manca de descobriments directes, les estimacions de De Mauro es basen només en evidències indirectes (en particular el nivell d'alfabetització, sobre el qual hi ha dades força fiables) i, per tant, han estat molt debatudes. Segons l'estimació d'Arrigo Castellani, el 1861 el percentatge de persones capaces de parlar en italià era almenys del 10% (aproximadament 2.200.000), dels quals la majoria eren representats pels toscans, considerats parlants de l'italià per «dret de naixement»; en canvi, 435.000 eren els «parlants italians per la cultura», és a dir, els que havien après la llengua gràcies a l'estudi escolar. Tot i això, també s'hi van afegir habitants de Roma i dels altres poblacions del centre d'Itàlia, on es parlaven varietats lingüístiques properes al toscà.
El debat durant el Risorgimento sobre la necessitat d’adoptar una llengua comuna per a Itàlia (que al segle xix naixia com a nació), va veure la participació de diverses personalitats com Carlo Cattaneo, Alessandro Manzoni, Niccolò Tommaseo i Francesco De Sanctis.
Manzoni va ser especialment responsable d’elevar el florentí a un model lingüístic nacional, amb la publicació de I promessi sposi (1842), que es convertiria en el text de referència de la nova prosa italiana. La seva decisió de donar un llenguatge comú a la nova pàtria, resumida per ell en el famós propòsit d' «esbandir la roba a l'Arno», va ser la principal contribució de Manzoni a la causa del Risorgimento.

Entre les seves propostes en el debat sobre la unificació política i social d’Itàlia, també va argumentar que el vocabulari era l'eina més adequada per fer accessible el florentí a tothom a nivell nacional.
| «                                                                              | Un dels mitjans més efectius i amb un efecte més general, particularment en les nostres circumstàncies, de propagar un idioma és, com tothom sap, un vocabulari. I, segons els principis i fets aquí exposats, el vocabulari per a Itàlia no podia ser altre que el de la llengua florentina viva. | » |
| — Alessandro Manzoni, Dell'unità della lingua e dei mezzi di diffonderla, 1868 | |   |

Amb la unificació política, l'italià també es propaga com a llengua parlada. Al segle xx, els mitjans de comunicació van contribuir fortament a aquesta difusió. Al començament del tercer mil·lenni, les enquestes ISTAT demostren que la majoria de la població italiana és capaç d’expressar-se en italià a un bon nivell.

### Principals línies evolutives
Per descriure les característiques de l’italià parlat contemporani, lleugerament diferent de la llengua tradicional de la gramàtica, avui es fa referència a la categoria d’«italià neoestàndard». De fet, és important considerar que l’italià és una llengua gramaticalment inestable, encara no totalment resolta. Les accions importants dels parlants prefiguren una alteració significativa en àrees d'importància primària i això malgrat que, fins al moment, l’italià ha demostrat pertànyer. a un tipus lingüístic específic, caracteritzat, en relació amb la llengua llatina, d'una forta «conservació». Aquests fenòmens de reestructuració es deu, potser, al fet que l’italià ha estat durant molt temps una llengua exclusivament escrita; no només es produeix l'aparició d’aspectes característics dels seus dialectes, sinó que també hi ha un moviment de «simplificació». Les zones afectades per aquestes línies evolutives no semblen ser les més conservadores (sempre en relació amb el llatí), però les que tenen un grau de complexitat més gran, com si, un cop realitzada la seva naturalesa de «llengua parlada» a nivell massiu, els parlants es van oposar amb una resistència a les formes més complexes i percebudes com a formes innecessàries. Giovanni Nencioni escriu que aquesta crisi d’estabilitat de la llengua italiana s'ha d’atribuir a la «ràpida i impetuosa extensió de la llengua nacional a milions de ciutadans de poca cultura i de la subjecció permanent al substrat dialectal».

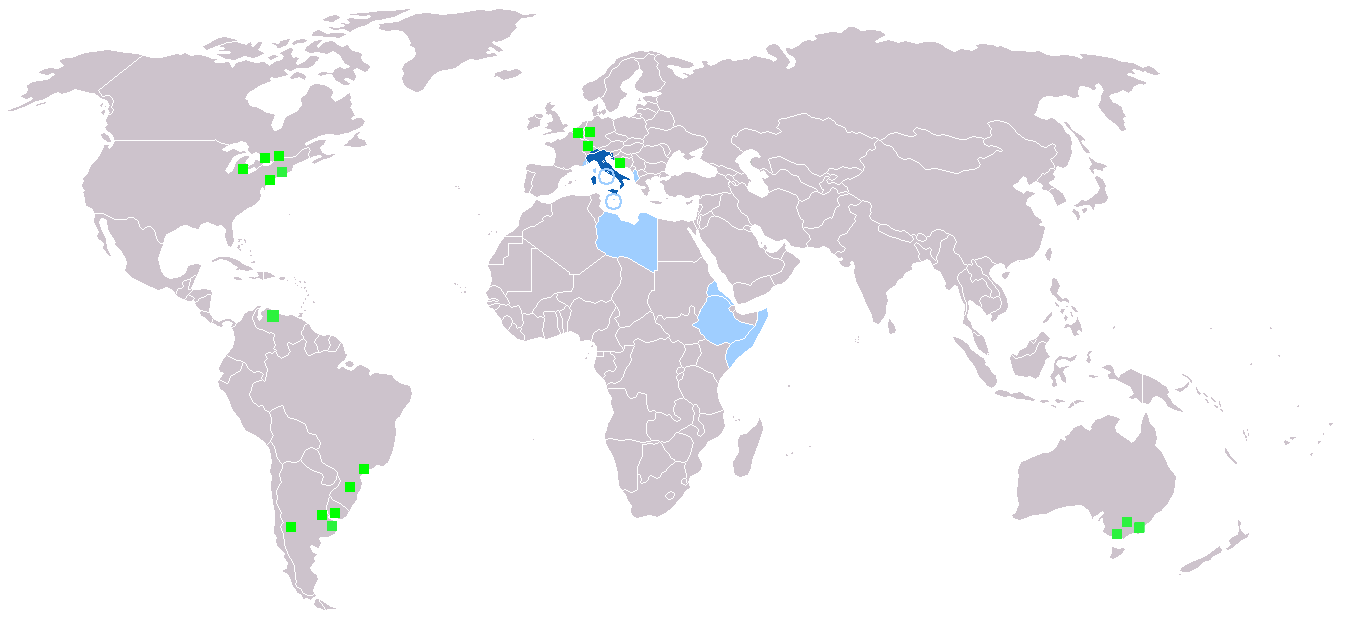
Distribució de l'italià

Cal dir que aquesta reestructuració no està operativa a un nivell de «sistema» (la langue de Saussure). Si l'especificació de llengua / parla realitzada pel lingüista romanès Eugen Coșeriu, que distingeix «sistema», «norma» i «ús» s'aplica a l’italià, podem dir que la reestandardització de la llengua italiana està activa en un pla dialèctic entre «norma» (entesa com a «norma social» o «norma d'usuari», i formada en els textos dels escriptors i en els discursos dels ponents) i «ús». Per tant, les hipòtesis del sistema no es discuteixen, com l'acord entre el pronom subjecte i el verb (* io mangia) o la posició de les preposicions respecte als elements que modifiquen (* la sorella Marco di ha detto che non viene).
L'origen italià ha vist fluctuacions en l'ús des dels seus orígens. Aquestes fluctuacions d’ús poden determinar efectes sobre la norma o no. Penseu només en el subjuntiu fantozziani del tipus Vadi lei: tot i que ja eren utilitzats per autors com Ariosto, Maquiavel, Leopardi, la norma social els sanciona amb una certa fermesa. Les fluctuacions d’ús s'enfronten de manera més dubtosa pels usuaris, de manera que es crea una dialèctica entre l’ «estàndard normatiu» (expressat per gramàtics i estudiosos) i l’ «estàndard social» (expressat sobretot per categories socio-professionals a les quals en un moment històric es confia un paper principal). Aquesta dialèctica semblen apropar-se: d'una banda ha disminuït la taxa de normativitat de les gramàtiques, de l'altra la norma social ha mostrat una major tolerància cap a alguns fenòmens que abans es consideraven la prerrogativa dels registres subestàndards.
Si cap a finals del segle xx, el lingüista i dialectòleg Tullio Telmon podria dir que l’italià mancava d’una varietat estàndard, a principis del segle xxi, aquesta reivindicació, tot i ser certa, s'ha de replantejar. En resum:
- encara existeix un buit significatiu entre un registre formal (majoritàriament en llengua escrita) i un registre informal (majoritàriament en llengua parlada);
- l'estandardització és més aviat evident en termes d'ortografia, morfologia i, lleugerament menys, de sintaxi;
- el lèxic, la fonologia i l'entonació encara pateixen variacions diatòpiques;
- s'està realitzant una simplificació «paradigmàtica», de manera que davant de totes les possibilitats que ofereix el sistema, els usuaris solen utilitzar-ne només una part;
- la norma tendeix a acceptar una sèrie de fenòmens que abans eren rebutjats.

Tot i així, cal subratllar que l’usuari mitjà sol interpretar la relació entre «norma» i «ús» en termes força clars, com si se’ls apartés una demarcació indiscutible i inequívoca. Aquesta sensibilitat ha determinat l’èxit comercial de moltes operacions editorials dirigides a oferir a l’usuari ajuda «d’emergència» respecte a dubtes gramaticals.

### Evolució de l’àrea lèxica
L’italià de la segona meitat del segle xx es caracteritza cada cop més a nivell lèxic per:
- el marcat ús de prefixos per a la formació de neologismes (parastatale, ipersensibile, extraparlamentare);
- la tendència a la fusió i formació de paraules compostes (cantautore, vitivinicolo);
- una denominació més marcada mitjançant el sufix -izzare (modellizzare, spettacolarizzare);
- la italianització dels verbs anglesos a la primera conjugació italiana (shock → scioccare, film → filmare);
- el repartiment de binomis derivats de models de la llengua anglosaxona (workforce → forza lavoro, garden city → città giardino, typical family → famiglia tipo);
- la formació de substantius a partir de números (sessantottini, ciellini);
- la tendència a crear o difondre adjectius de relació en -ale (emergenziale, museale, nutrizionale), de substantius en -ese (burocratese, politichese), de substantius en -ismo (reaganismo, creazionismo, garantismo), i de substantius en - ità (napoletanità, notiziabilità);
- l’ús com una unitat d’un substantiu o adverbi, o verb precedit d’un article (il privato, il già detto, il tralasciato) o per l'adverbi non (non credente, non male).

### Fenòmens de simplificació

#### Simplificació del sistema verbal
Es poden trobar fenòmens importants de simplificació en el sistema verbal; entre totes les formes finites dels verbs regulars, l'ús en la parla només es garanteix a algunes d'elles, i de fet només en el text més supervisat i precís n'hi ha un ús integral.
De les diverses formes verbals disponibles per a l’italià, les que s'utilitzen actualment (independentment de les variacions diastràtiques) són les següents (només es tenen en compte els tres modes principals):
| indicativo   | - presente indicativo (present de l'indicatiu); (amo, ami, ama, amiamo, amate, amano) - imperfetto indicativo (imperfet de l'indicatiu); (amavo, amavi, amava, amavamo, amavate, amavano) - passato remoto (passat simple de l'indicatiu); (amai, amasti, amò, amammo, amaste, amarono) - futuro semplice (futur de l'indicatiu); (amerò, amerai, amerà, ameremo, amerete, ameranno) - passato prossimo (perfet de l'indicatiu); (ho amato, hai amato, ha amato, abbiamo amato, avete amato, hanno amato) - trapassato prossimo (plusquamperfet de l'indicatiu); (avevo amato, avevi amato, aveva amato, avevamo amato, avevate amato, avevano amato) - trapassato remoto (pretèrit anterior); (ebbi amato, avesti amato, ebbe amato, avemmo amato, aveste amato, ebbero amato) - futuro anteriore (futur perfet de l'indicatiu); (avrò amato, avrai amato, avrà amato, avremo amato, avrete amato, avranno amato) |
| congiuntivo  | - congiutivo presente (present del subjuntiu); (ami, ami, ami, ami, amo, amiate, amino) - congiuntivo imperfetto (imperfet del subjuntiu); (amassi, amassi, amasse, amassimo, amaste, amassero) - congiuntivo passato (perfet del subjuntiu); (abbia amato, abbia amato, abbia amato, abbiamo amato, abbiate amato, abbiano amato) - congiuntivo trapassato (plusquamperfet del subjuntiu); (avessi amato, avessi amato, avesse amato, avessimo amato, aveste amato, avessero amato) |
| condizionale | - condizionale presente (condicional de l'indicatiu); (amerei, ameresti, amerebbe, ameremmo, amereste, amerebbero) - condizionale passato (condicional perfet de l'indicatiu); (avrei amato, avresti amato, avrebbe amato, avremmo amato, avreste amato, avrebbero amato) |

No és improbable que l’italià estigui passant per un procés de simplificació com el que ha estat experimentat des de fa temps per les llengües francesa i castellana. En general, de fet, aquests dos idiomes tenen un sistema verbal més simple que l'italià, almenys pel que fa a les formes realment emprades. Per exemple, la frase Disse che sarebbe venuto, en francès Il a dit qu'il viendrait, en castellà Dijo que vendría, és a dir, mitjançant l'ús del condizionale presente (present condicional). L'italià fa temps que oscil·la entre la solució ... che sarebbe venuto i ...che verrebbe (aquesta última va ser utilitzada, per exemple, per Alessandro Manzoni, però també després). La primera solució, que ara apareix consolidada, representa una anomalia en el context de les llengües romàniques.
Les investigacions sobre mostres de parlants confirmen un ús moderat de la gran varietat de formes verbals de l’italià. Per exemple, la mostra analitzada per Miriam Voghera i publicada el 1992 informa que en les clàusules principals, entre el total de les formes verbals que es poden utilitzar, en el 91,3% dels casos es va utilitzar el mode indicativo (indicatiu), i només en el 4% el mode condizionale (condicional). De nou, si es consulten aquestes dades en relació amb la freqüència dels temps indicatius de les clàusules principals, en el 79,4% dels casos es va utilitzar el presente indicativo (present de l'indicatiu), en un 10,4% dels casos el passato proximo (passat anterior), l’imperfetto indicativo (imperfet d'indicatiu) en 5,7% dels casos. Passant a la freqüència d’ús de les formes verbals en les oracions subordinades, l'indicatiu registra el 62,9% de les recurrències, l'infinitiu el 22,9%, mentre que el subjuntiu i el condicional (formes teòricament escollides per a les oracions subordinades) respectivament. 4,5% i 0,7%.
En la parla (sobretot en registres més informals), el passato remoto (passat simple) rarament s'utilitza. Des del punt de vista de l'aspecte, la gestió s'encarrega de l'alternança entre imperfetto indicativo i el passato prossimo. Apareixen frases gramaticals com aquesta:
- L'ultima volta che ho incontrato Carlo è stato dieci anni fa.

L'ús del futur s'afebleix en italià. El futuro semplice (futur de l'indicatiu) es percep cada cop més com a sostingut i substituït pel presente indicativo (present d'indicatiu) (i el mateix succeeix en altres idiomes, com l'anglès i el castellà), per exemple:
- Tornerà domani. → Torna domani.

Pel que fa al futuro anteriore (futur perfet), rarament s'utilitza i es percep com es vol; però no en cas que aparegui a l’oració principal, amb la funció d’atribuir-li un caràcter de suposició i dubte:
- Sarà arrivato ormai. → Suppongo che sia arrivato ormai.

Aquest és l'anomenat «futur epistèmic», que també pot expressar una relació cronològica de contemporaneïtat (en aquest cas amb el futur perfet):
- Hanno suonato. Sarà Paolo. → Suppongo sia Paolo.

Inversament, es reforça l'estatut de l’imperfetto (imperfet), que s'està convertint en una de les formes verbals italianes més versàtils. A això s'hi afegeix el paper que s'assumeix gradualment en la frase condicional, en particular el de la «irrealitat»:
- Se mi avessi parlato, ti avrei ascoltato. → Se mi parlavi, ti ascoltavo.

Aquest enfortiment de l'ús de l'imperfet no és tan recent ni exclusiu de l'italià. De Dante fins a Manzoni s'han adoptat solucions com
- Se Lucia non faceva quel segno, la risposta sarebbe stata probabilmente diversa. (I promessi sposi, cap. III, d'Alessandro Manzoni).[67]

Fa diversos segles un succés similar va ocórrer amb la frase condicional francesa:
- Si je savais cela, je le dirais. → Se io sapevo questo, io lo direi. (literal) → Se lo sapessi, lo direi.

Aquesta tendència a simplificar la frase condicional és antiga en italià i, efectivament, les «llengües romàniques es poden dir funcionalment (si no quantitativament) dominades per l'imperfet»: per això, per tant, l'italià s'ajusta al tipus de llengües romàniques.
Una sobrecàrrega funcional de l'imperfet també es pot veure en altres contextos, on aquesta vegada encara assumeix funcions modals:
- té una funció atenuant («imperfet atenuant» o «imperfet de cortesia») per fer que les sol·licituds apareguin menys peremptòries (Volevo due etti di prosciutto);
- s'utilitza en la narració infantil («imperfet lúdic») per contribuir a la narració de contextos ficticis (Io ero Superman e tu eri Batman): en els mateixos termes, i amb un valor fins i tot perfectiu, s'utilitza en la narració dels somnis.

Juntament amb el traspassato prossimo (plusquamperfet de l'indicatiu), l’imperfet també s'utilitza per expressar el «futur en el passat», com en:
- Aveva detto che veniva.

#### Simplificació del sistema pronominal
Tot i que el sistema de pronoms està molt definit en relació amb altres llengües, en la llengua italiana (tant forts com febles) estan sotmesos a un fenomen de simplificació important.
Si tenim en compte els pronoms personals, la llengua italiana està dotada de formes fortes per a la 1a, 2a i 3a persona singular i per a la 3a persona plural, és a dir, io, tu, egli / ella i essi / esse. Hi ha formes especials en cas que el pronom actuï com a complement (me, te, lui / lei, loro) i, en el cas de la tercera persona (singular i plural), també hi ha diferents formes per designar persones, d’una banda i l'altra, objectes i no-persones en general (egli / esso; ella / essa), mentre que essi i esse es refereixen tant a persones com a no-persones, amb la una única distinció de gènere (biològic o només gramatical). A això s'hi afegeixen tres factors complicats, és a dir, la impossibilitat de:
- situar els pronoms personals egli i ella després del predicat verbal, de manera que una oració com aquesta és incorrecta: È stato egli.[70][72]
- coordinar els pronoms forts egli i ella amb altres sintagmes nominals, per a les quals són incorrectes les frases: Egli e Giuseppe non vengono o Giuseppe ed ella non vengono.[72]
- emfatitzar els pronoms forts egli i ella, per als quals una frase com aquesta és errònia: Ci voleva egli per trovare la soluzione![72]

En tots aquests casos s'han de fer servir els pronoms lui i lei.
De fet, aquest sistema tan complicat es simplifica de manera natural pels parlants. En primer lloc, hi ha una expansió de les formes pronominals originàriament destinades a indicar l'objecte. Tanmateix, això no s'aplica a la primera persona (frases com Me sono contento pertany exclusivament a varietats populars o regionals), mentre que per a la segona persona, l'expansió del te en detriment del tu és encara limitada i circumscrita a les regions del nord-centre. L’ús de lui, lei i loro predomina també després en els altres casos, per tant sense distinció en funció de la posició del pronom (si abans o després del predicat verbal) i sense distinció entre persones i no-persones.
Raffaele Simone assenyala que la qüestió de la simplificació del sistema pronominal pertanyia des de fa temps a la reflexió gramatical italiana (ja està present a la Prose della volgar lingua de Pietro Bembo, obra publicada el 1525) i que hi ha una traça del sistema simplificat en tots els períodes (de Dante fins a Pirandello, passant per Manzoni).
Aleshores, hi ha una incertesa pel que fa a substantius que mantenen els trets (no-humans) i (no-animats), per la qual cosa, referint-se per exemple a termes comcapitalismo, cultura, bontà, etc., els parlants adopten, depenent de la varietats diafàsiques, esso / essa o lui / lei.
Pel que fa als pronoms esso i essa, són cada vegada més febles i es substitueixen pel grau zero. Per exemple, a la frase La Sardegna è un'isola. Essa si estende..., el pronom s'anul·la per arribar a la forma La Sardegna è un'isola. Si estende...
En general, hi ha una expansió del camp d’ús dels pronoms que lui / lei / loro, que per tant s'utilitzen cada cop més com a subjectes, una funció que a més es demostra al llarg dels segles i tradicionalment oposada pels gramàtics.
Les esmentades simplificacions, també en aquest cas, respecten la tendència general de les llengües romàniques; per exemple, en francès els pronoms personals il, elle, ils i elles designen indistintament persones i no-persones (i així també per a la llengua castellana amb els pronoms personals él, ella, ellos, ellas).
Aleshores, és possible associar aquesta expansió dels pronoms lui / lei, loro amb el concepte de Standard Average European (SAE) introduït per Benjamin Whorf (1939) en un article titulat The Relation of General Thought and Behavior to Language per a destacar les característiques comunes de les llengües indoeuropees d'Europa.

##### Simplificació del sistema de clítics
L’italià està dotat d’un sistema molt complex de partícules pronominals febles, anomenades «clítics» (un sistema format principalment per pronoms i que inclou algunes formes adverbials). Els clítics «constitueixen un microsistema únic entre les llengües romàniques, i probablement també en comparació amb altres famílies, un veritable personatge original». Aquí, de manera esquemàtica, com funciona el sistema:
|            |            | acusatiu | datiu    |
| ---------- | ---------- | -------- | -------- |
| singular   | 1          | mi       | mi       |
| singular   | 2          | ti       | ti       |
| singular   | 3          | lo / la  | gli / le |
| plural     | 1          | ci       | ci       |
| plural     | 2          | vi       | vi       |
| plural     | 3          | li / le  | -        |
| reflexiu   | reflexiu   | si       | si       |
| impersonal | impersonal | si       | si       |
| partitiu   | partitiu   | ne       | ne       |

Cal destacar els següents fenòmens:
1. -i canvia a -e quan dos clítics estan junts («Carlo ci ha detto che...» es converteix en «Carlo ce lo ha detto»); en el cas de gli s'obté glie.
2. el datiu le converteix en gli quan s'afegeix un altre clític («insegnale la canzone» es converteix en «insegnagliela», amb addició de -e- segons l'assenyalat al punt 1).
3. moltes formes són homònimes amb altres partícules alienes al sistema dels clítics (ci i vi també són adverbis de lloc, gli i le també són articles).
4. l'ordre varia de manera complexa («me lo fa», «fammelo», «fammene», «non se ne parlò»...).

La sèrie de partícules febles es pot acompanyar d'una sèrie de pronoms forts, sempre amb distinció de casos (acusatiu i datiu): io, me, tu, te, lui, lei, noi, voi, loro. Aquests pronoms forts permeten emfasitzar el paper de les persones, una estratègia que no funciona amb els clítics («Ce l'ha con me, non con te»; o la frase «mi ha chiamato», sense èmfasi, es converteix en «ha chiamato me», amb més èmfasi).
La riquesa del sistema i la seva extrema complicació ha fet que amb el pas del temps s'hagi provocat una reacció dels parlants orientada a la simplificació. S'han realitzat simplificacions importants (algunes que estan subjectes a controvèrsies):
- el datiu gli (masculí) s'expandeix en detriment de le (femení), de manera similar al que ja ha passat en altres llengües romàniques (en francès lui; en castellà le; a més, en francès i castellà el fenomen també es va produir per a plural, amb el francès leur i es castellà les)
- el datiu gli (singular) s'expandeix en detriment de loro (plural), així que frases com «li ho incontrati e ho detto loro che...» cada cop són més percebuts com a acadèmics i es converteixen en tipus «li ho incontrati e gli ho detto che..».[Nota 20]
- ne sembla debilitar-se i desaparèixer a favor de les formes analítiques (di lui, di loro...),excepte en construccions una mica cristal·litzades (non ne so nulla).
- el ci l'adverbial s'expandeix cap a usos diversos percebuts i ubicables des del punt de vista diafàsic: «Ieri ho incontrato Paolo e ho parlato con lui diventa ...e ci ho parlato», mentre que molt menys culte es percep la substitució de gli i le amb ci («Ho incontrato Paolo e ci ho detto»).

Cal assenyalar que una tendència antiga de l’italià és la d'ordenar les seqüències del tipus verb - datiu clític - preposició: en la Inscripció de Sant Climent i Sisini havia escrit «Fàlite dereto co lo palo, cioè Fagliti...,» tenim les expressions actuals com «Vagli dietro», «Vienimi dietro»', etc. Estan vinculades a aquest aspecte les construccions generalitzades en l'italià contemporani com «Escici insieme» en lloc d'«Esci con lui / lei»', o «Parlaci tu» en lloc de «Parla tu con lui / lei».
Pel que fa als pronoms relatius, la norma estàndard preveu:
- che (subjecte);
- che (complenent directe);
- preposició + cui (complement indirecte);
- (preposició) + article + quale (en tots els casos, però amb algunes restriccions).

En aquest context, la simplificació paradigmàtica implica l'ús de només che en solitari, però aquesta simplificació només està operativa en els registres subestàndards. S'accepten usos de che amb valor temporal, per exemple: «Fu l'ultima volta che [in cui] la vidi.» En canvi, són rebutjades per la norma social formes del tipus: «Giovanni è uno che gli [a cui] puoi dire qualunque cosa e non si secca», o «C'è troppa disinformazione su questo argomento che ne [di cui] discutiamo ormai da un mese».
Cal destacar la presència, al costat del che indeclinat, de pronoms febles (en els exemples: gli i ne). Aquesta presència, aparentment redundant, revela una redistribució de la càrrega funcional, de manera que aquesta es redueix a la marca de subordinació, mentre que el pronom assumeix una funció sintàctica.